# Efrén Llarena

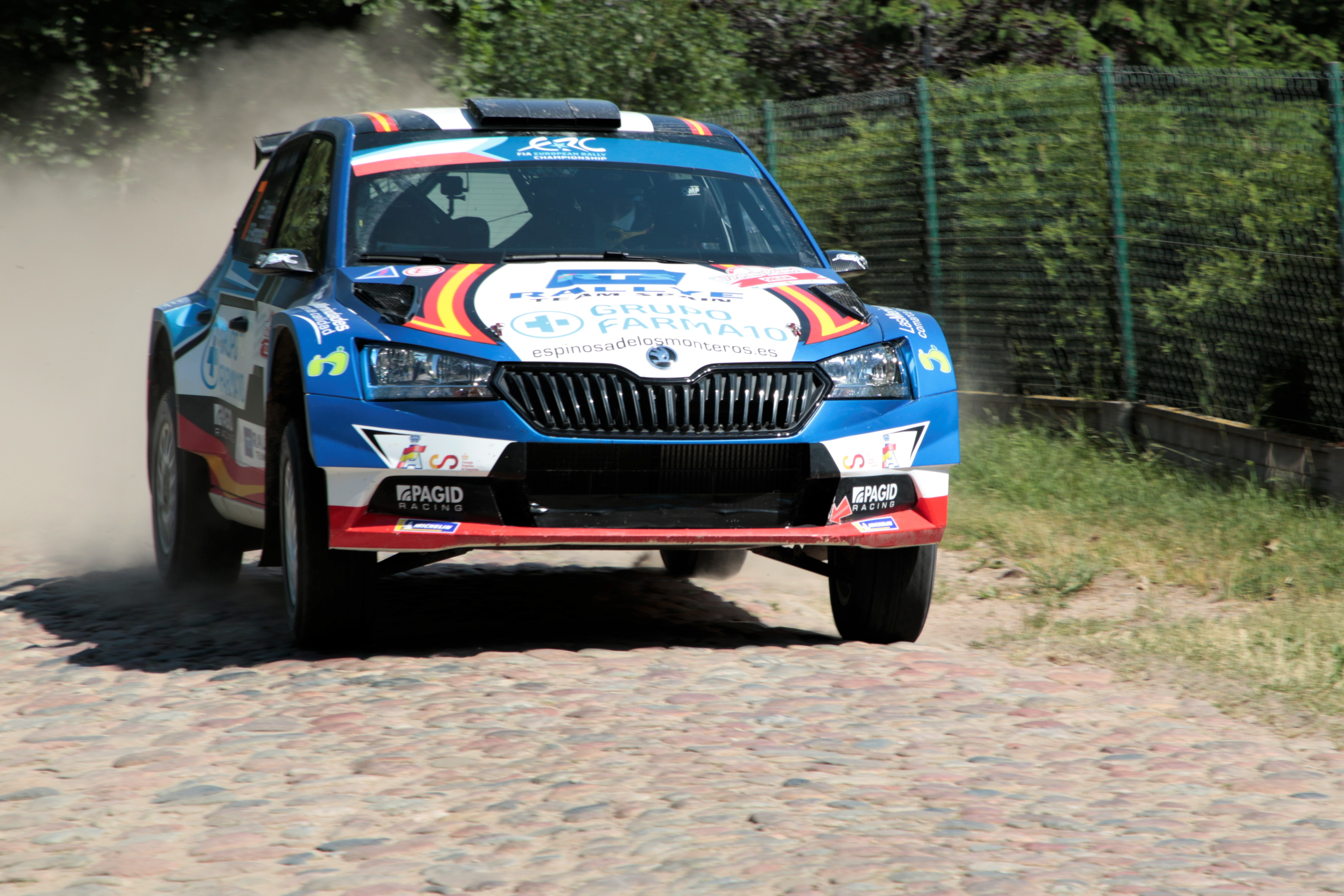
Efrén Llarena podczas Rajdu Polskiego 2021

Efrén Llarena (ur. 26 maja 1995) – hiszpański kierowca rajdowy, mistrz Europy w rajdach samochodowych w roku 2022 i wicemistrz Europy w roku 2021.

## Wyniki wRajdowych Mistrzostwach Europy[1]
| Rok  | Zespół            | Samochód                                     | 1       | 2      | 3      | 4     | 5      | 6       | 7      | 8      | Pkt. | Msc. |
| ---- | ----------------- | -------------------------------------------- | ------- | ------ | ------ | ----- | ------ | ------- | ------ | ------ | ---- | ---- |
| 2020 | Rallye Team Spain | Citroën C3 R5                                | ITA 6   | LAT 8  | PRT NU | HUN 3 | ESP 20 | -       | -      | -      | 50   | 6.   |
| 2021 | Rallye Team Spain | Škoda Fabia Rally2 evo                       | POL 6   | LAT 4  | ITA 4  | CZE 6 | PRT1 3 | PRT2 NU | HUN 4  | ESP 2  | 153  | 2.   |
| 2022 | Team MRF Tyres    | Škoda Fabia Rally2 evo                       | PRT1 10 | PRT2 1 | ESP1 2 | POL 4 | LAT 2  | ITA 4   | CZE NU | ESP2 2 | 166  | 1.   |
| 2023 | Team MRF Tyres    | Škoda Fabia RS Rally2 Škoda Fabia Rally2 evo | PRT 7   | ESP 3  | POL 10 | LAT 9 | SWE NU | ITA 4   | CZE 8  | HUN 10 | 88   | 4.   |

* - Sezon w trakcie.